# 지금과 영원히 (2018년 드라마)
《지금과 영원히》(타갈로그어: Ngayon at Kailanman 응아욘 앗 카일란만)는 2018년 방영된 필리핀의 드라마이다. 조슈아 가르시아와 줄리아 바레토가 주연을 맡은 2018년 필리핀 드라마 TV 시리즈이다. 이 시리즈는 2018년 8월 20일부터 2019년 1월 18일까지 ABS-CBN의 프라임타임 비다(Primetime Bida) 저녁 블록과 더 필리피노 채널을 통해 전 세계적으로 방영되어 바가니를 대체하고 제너럴즈 도터로 대체되었다.

## 같이 보기
- ABS-CBN의 텔레비전 드라마 목록